# Hizaki
Hizaki (ヒザキ?), född 17 februari 1979 i Kyoto, Japan är en japansk musiker och soloartist. Han är mest känd för att gitarrist och en av grundarna i banden Versailles och Jupiter. Han har varit en del av den japanska Visual Kei-rörelsen i över ett decennium, men hans musik har alltid varit nära det europeiska metal-soundet, influerad av västerländska heavy-, power- och neoklassiska metalband och gitarrister.

## Biografi
Hizaki debuterade som gitarrist i indiebandet Garnet Grave år 1998. Året därpå lämnade han och basisten Hisume bandet för att gå med i Crack Brain tillsammans med gitarristen Airi (Madeth Gray'll). I denna grupp erhöll han sitt första kontrakt som en professionell musiker hos det oberoende skivbolaget Crow Music.
Efter att Crack Brain släppt sin första EP upplöstes bandet i september 2002, varpå Hizaki skapade bandet グロテスクロマンティッカ (Gurotesukuromantikka - "grotesk romantik") som senare skulle komma att bli känt som Scwardix Marvally. Efter att ha arbetat med Airi i Crack Brain rekommenderade Airi Hizaki till sin tidigare bandkamrat, sångaren Hisui från Madeth Gray'll. Som en följd av detta kom de att arbeta tillsammans och släppte två EP i bandet, varav den ena bestod av olika covers från andra band. Under perioden då Hizaki var medlem i detta band tog han ett steg bort ifrån den mer rockorienterade musik han arbetat med tidigare, för att i stället närma sig ett sound närmare metal. En kort tid efter att de två EP släppts år 2004 upplöstes bandet, då Airi meddelade att han skulle dra sig tillbaka från musikscenen.
Efter ett kort uppehåll återvände Hizaki med sitt första soloprojekt. Under denna period släppte han två EP med hjälp av flera inflytelserika sångare från visual kei-scenen, bland annat Seiji (från Brain Hacker) och sin framtida bandkamrat Masaki. Hizakis solostycken utvecklade hans karaktäristiska sound, med fokus på både power- och heavy metal-arrangemang i harmoni med neoklassiska melodier och gitarrsolon.
Hizakis soloarbeten stannade för tillfället upp då han bestämde sig för att gå med i bandet Sulfuric Acid i juni 2005. Han blev snabbt en av huvudfigurerna i bandet då han komponerade de flesta sångerna och förändrade bandets sound med element från sina tidigare projekt.
År 2006 började Hizaki återigen att arbeta med ett soloprojekt han kallade Hizaki Grace Project. Här lade han till fasta medlemmar, såsom sångaren Hikaru från Izabel Varosa och basisten Yuu som tidigare varit med i bandet Jyakura. Bandets första nya singel blev den delade singeln -unique- i samarbete med +Isolation ett band bestående av några av Sulfuric Acids gamla medlemmar. För att fokus skulle bibehållas på dessa två projekt, upplöstes Sulfuric Acid den 8 oktober 2006.
Hizaki meddelade att han inte ville ansluta sig till ett nytt band för tillfället då han hade fullt upp med att arbeta bara med sitt soloprojekt. Inför debutalbumet Dignity of Crest bestämdes slutligen definitivt bandets nya sångare: Juka, från Moi dix Mois. 
Under tiden genomför Hizaki några samarbeten med Kamijo genom att spela som stödgitarrist dels för hans band Lareine på deras sista livekonsert, och dels på hans egna ensamma konserter på Sherow Artist Societys julkonserter i december 2006.
I början av 2007 blev Hizaki inbjuden av Kamijo till Node of Scherzo, ett slags sessionsband beskrivet som en teatral rockföreställning. I detta projekt var också Kaya (tidigare sångare i Schwarz Stein, Juka och Jasmine You från Hizaki Grace Project.
Vid tillfället för den första konserten med Node of Scherzo den 14 maj, meddelade Hizaki och Kamijo sitt nästa projekt: Ett band vars namn och medverkande offentliggjordes den 30 maj 2007. Bandets namn var Versailles.
Versailles och Jupiter är Hizakis nuvarande projekt. Förutom att arbeta med det är han fortfarande aktiv som soloartist med Hizaki Grace Project. Då och då samarbetar han också med andra musiker relaterade till skivbolaget Sherow Artist Society såsom Juka och Kaya.

## Utrustning
Hizaki använder sig av gitarren Bottom Line GT från den japanska tillverkaren ESP. 
Han använder förstärkare från Lanley och nyligen också från Brunetti.
För mer information, se ESP:s officiella hemsida.

## Bandhistorik
- Garnet Grave - 1998–1998
- Crack brain - april 1999–21 september 2002
- Schwardix Marvally - mars 2003–17 april 2004
- Hizaki grace project soloprojekt - 2004–juli 2005
- Sulfuric Acid - juli 2005–8 oktober 2006
- Hisaki grace project soloprojekt - 2006–2007
- Versailles - 30 mars 2007–idag
- Jupiter 2013 -

Sammankomster
- Burning Fire - oktober 2004–januari 2005
- Node of Scherzo - 2007–2008

Som stödmedlem
- Lareine - Livegitarr (31 oktober 2006)
- Kamijo - Livegitarr (december 2006)
- Juka - Livegitarr (mars 2007–juli 2007), studiogitarr (mars 2007–oktober 2007), studiobas (mars 2007)

Övrigt
- Juka - Kompositör (Aravesque, Luxurious, 水面華)
- Kaya - Kompositör (Carmilla)

## Diskografi

### Album och EP
- Maiden Ritual (29 september 2004)
- Dance With Grace (27 april 2005)
- Hizaki (Double Pack) (27 april 2005)
- Maiden Ritual -Experiment Edition- (27 april 2005)

med Hizaki grace project
- Dignity of Crest (1 januari 2007)
- Ruined Kingdom (19 september 2007)
- Curse of Virgo (26 december 2007)

DVD
- Monshou (9 maj 2007)

Samlingsalbum
- Summit 03
- Graceful Playboy
- Unique (genomförd tillsammans med +Isolation)

med Versailles
med Jupiter

### Singlar och demoskivor
med GAarnet Grave
- 背徳のSAVIOR (Haitoku no SAVIOR [demoskiva] (1998)

med Crack Brain
- Crack Diary [demoskiva] (24 juli 1999)
- 緊縛依存症|緊縛依存症 (Sokubau Izonshou) [demoskiva] (18 april 2004)
- 砂時計|砂時計 (Sunadokei) [demoskiva] (27 juni 2000)
- 監禁室の扉|監禁室の扉 (Kankinshitsu no Tobira) (14 juni 2001)
- -SPEED･R- (11 juli 2002)

med BURNING FIRE
- Midnight Angel～あの日の僕たち～|Midnight Angel～あの日の僕たち～ (Ano Hi no Bokutachi) (11 oktober 2004)

med SULFURIC ACID
- Vanilla Sky (19 september 2005)
- 赤蛇～君と見た赤の記憶～|赤蛇～君と見た赤の記憶～ (Akahebi ~Kimi to Mita Aka no Kioku~) (11 november 2005)
- 青蛇～僕の中の青い闇～|青蛇～僕の中の青い闇～ (Aohebi ~Boku no Naka no Aoi Yami~) (11 november 2005)

med HIZAKI grace project
- -unique- [delad] (9 augusti 2006)
- Ruined Kingdom [singel + live] (19 september 2007)

med Node of Scherzo
- Node of Scherzo (31 oktober 2007)

med Juka
- Aravesque (28 mars 2007)
- 水面華|水面華 (Suimenka) (5 oktober 2007)

med Versailles
- The Revenant Choir (24 juni 2007)
- A NOBLE WAS BORN IN CHAOS (19 mars 2008)